# Eiići Nakamura
Eiići Nakamura (jap. pisanjem Nakamura Eiići 中村 英一) (Kjoto, Japan, 1909. – 27. svibnja 1945.) je bivši japanski hokejaš na travi.  
Osvojio je srebrno odličje na hokejaškom turniru na Olimpijskim igrama 1932. u Los Angelesu. Odigrao je dva susreta na mjestu veznog igrača.
U studenom 2009. je posmrtno dobio japansko odličje Medalju časti s ružičastom vrpcom koju dodjeljuje japanska vlada.

## Vanjske poveznice
- Profil na Database Olympics